# Edifício Harry S. Truman
O Edifício Harry S. Truman (Harry S Truman Building, em inglês) é um edifício moderno em Washington, D.C., que serve como sede do Departamento de Estado dos Estados Unidos. Localizado na região de Foggy Bottom, a poucos metros de distância da Casa Branca, o Edifício Truman foi construído no início da década de 1940 para acomodar as instalações do departamento diplomático estadunidense, passando a abrigar também o gabinete do Secretário de Estado. Nas proximidades, estão localizados a sede da Academia Nacional de Ciências e o National Mall.

## História

### Construção
No início da década de 1930, a Comissão de Planejamento da Capital Nacional desejou desenvolver uma seção do Distrito de Colúmbia conhecida popularmente como "Foggy Bottom". Com o ingresso do país na Segunda Guerra Mundial, o então Departamento de Guerra - que ocupava diversas instalações provisórias - expressou a necessidade uma sede definitiva de acordo com a prioridade de suas incumbências. Planejava-se construir o prédio em duas etapas distintas e a região de Foggy Bottom acabou sendo selecionada pela vastidão de terras à disposição. 
Os arquitetos Gilbert Stanley Underwood e William Dewey Foster venceram o concurso para o novo prédio do Departamento de Guerra. Ambos concluíram o projeto em 1939 e a construção foi iniciado no ano seguinte. A Administração de Prédios Públicos, órgão subordinado à Agência de Trabalhos Federais - foram as responsáveis pelo programa de construção dos prédios do Departamento do Tesouro. A primeira fase do prédio foi concluída em 1941.
Durante a fase de projeto, diversas agências alertaram sobre a necessidade de um prédio muito maior para abrigar as instalações do departamento. Apesar de desconsiderados pelos construtores, tais alertas provaram-se verdadeiros com o passar dos anos. Ainda que ocupado brevemente nos primeiros anos de construção, o prédio acabou não sediando nenhum departamento de governo. Sendo que, à época de sua conclusão, já não era mais ocupado pelo Departamento de Guerra, para o qual fora planejado. Não obstante, no mesmo ano, o Congresso dos Estados Unidos viria a angariar fundos para a construção de um quartel-general de operações militares - o Pentágono - deixando o Edifício Truman à disposição de outras agências do governo.
Em 1947, o prédio passou a ser ocupado oficialmente pelo Departamento de Estado, sendo que ainda hoje sua seção original de 1941 é referida como "War Department Building" em referência ao seu primeiro ocupante. O protagonismo dos Estados Unidos na Segunda Guerra Mundial acabou influenciando o alargamento das funções do Departamento de Estado e uma ampliação física em sua sede foi cogitada. Somente em 1955, o Congresso aprovou os planos de expansão do edifício, num concurso vencido pela firma Harley/Probst Associates no ano seguinte. A extensão, conhecida oficialmente como "State Department Extension" foi concluída em 1960 e inaugurada em 1961 pelo Secretário de Estado Dean Rusk.

### Atualidade

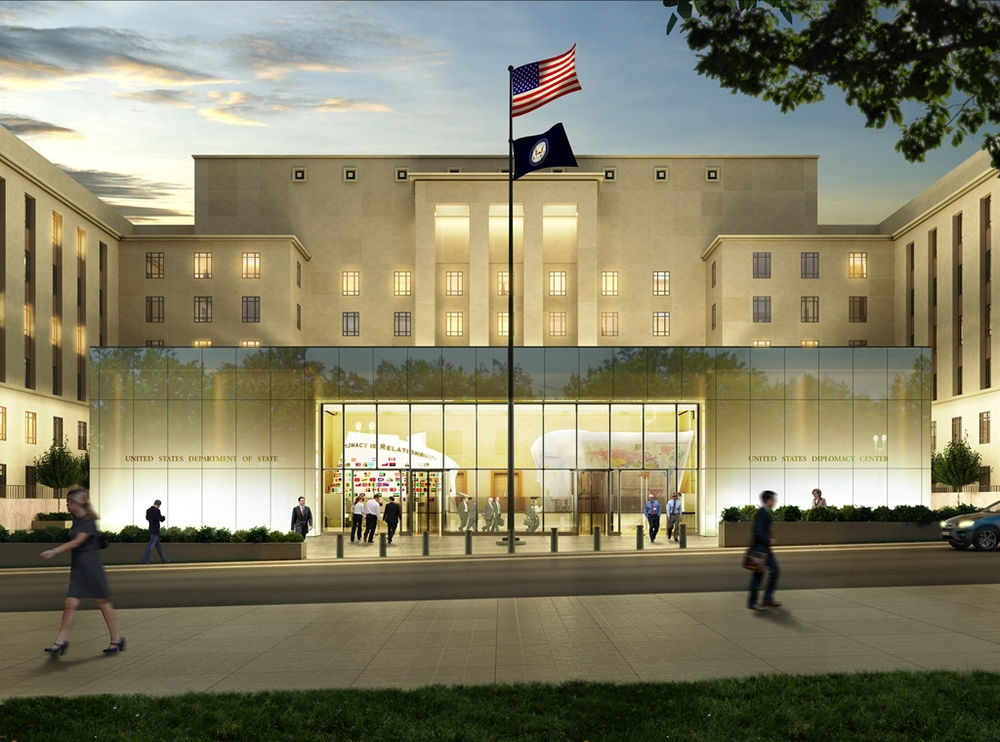
Representação gráfica do "Centro Diplomático" a ser construído na fachada leste do Edifício Truman.

Em setembro de 2000, a sede do Departamento de Estado, anteriormente conhecido como Main State Building, recebeu o nome do 33º presidente estadunidense Harry S. Truman.
O prédio é local de trabalho de mais de 8 mil empregados do Departamento de Estado, possuindo 130 mil m² de área útil e 24.800 m² de espaço de serviço. A cobertura do prédio, tradicional local de encontro entre líderes estrangeiros, possui 28.000 m² de área, mais do que qualquer outro prédio público do Distrito de Colúmbia. O prédio conta com 43 elevadores, possuindo ainda mais de 4 mil janelas e 34 mil pontos de iluminação.
Atualmente, o Edifício Truman passa por um período de renovação e reforma total de 12 anos com a finalidade de modernizar e readaptar partes de sua estrutura. Em maio de 2014, a Administração de Serviços Gerais liberou 25 milhões de dólares para construção de uma entrada pública na ala oeste do prédio, como parte das reformas estruturais. A estrutura de aço e vidro não servirá somente como entrada oficial do prédio, como também abrigará um pequeno centro de visitantes relacionado à história diplomática do país. Conhecida como U.S. Diplomatic Center, uma área foi projetada pela empresa Beyer Binder Belle e financiada pela Fundação Centro Diplomático, uma organização independente fundada pela ex-Secretária de Estado Madeleine Albright.